# Kępno-Południe (gmina)
Kępno-Południe (od 1973 Baranów) – dawna gmina wiejska istniejąca w latach 1934–1954 w woj. poznańskim (dzisiejsze woj. wielkopolskie). Początkowo siedzibą władz gminy było miasto Kępno (które jednak nie wchodziło w jej skład – gmina miejska), a po wojnie Baranów.
Gmina zbiorowa Kępno-Południe została utworzona 1 sierpnia 1934 roku w powiecie kępińskim w woj. poznańskim z dotychczasowych jednostkowych gmin wiejskich: Baranów, Donaborów, Grębanin, Jankowy, Łęka Mroczeńska, Mroczeń, Olszowa i Słupia pod Kępnem (oraz z obszarów dworskich, położonych na tych terenach lecz nie wchodzących w skład gmin). 
Po wojnie gmina zachowała przynależność administracyjną. Według stanu z dnia 1 lipca 1952 roku gmina składała się z 8 gromad: Baranów, Donaborów, Grębanin, Jankowy, Łęka Mroczeńska, Mroczeń, Olszowa i Słupia pod Kępnem. Gmina została zniesiona 29 września 1954 roku wraz z reformą wprowadzającą gromady w miejsce gmin.
Jednostki nie przywrócono 1 stycznia 1973 roku po reaktywowaniu gmin, utworzono natomiast jej terytorialny odpowiednik – gminę Baranów.